# Ulf von Euler
Ulf Svante von Euler-Chelpin (Stockholm, 7. veljače 1905. – Stockholm, 9. ožujka 1983.), švedski fiziolog i farmakolog. 
Godine 1970. dobio je Nobelovu nagradu za fiziologiju ili medicinu zajedno s Bernard Katzom i Julius Axelrodom. 

## Vanjske poveznice
- Nobelova nagrada - životopis (engl.)